# Leichtathletik-Weltmeisterschaften 2015/Teilnehmer (Chile)
| Gelbes Symbol für Goldmedaillen mit stilisierten Olympischen Ringen | Graues Symbol für Silbermedaillen mit stilisierten Olympischen Ringen | Braundes Symbol für Bronzemedaillen mit stilisierten Olympischen Ringen |
| ------------------------------------------------------------------- | --------------------------------------------------------------------- | ----------------------------------------------------------------------- |
| —                                                                   | —                                                                     | —                                                                       |

Der Leichtathletikverband Chiles nominierte sechs Athleten für die Leichtathletik-Weltmeisterschaften 2015 in der chinesischen Hauptstadt Peking.

## Ergebnisse

### Männer

#### Laufdisziplinen
| Athlet         | Disziplin   | Vorlauf      | Vorlauf | Halbfinale  | Halbfinale | Finale             | Finale             |
| Athlet         | Disziplin   | Zeit         | Platz   | Zeit        | Platz      | Zeit               | Platz              |
| -------------- | ----------- | ------------ | ------- | ----------- | ---------- | ------------------ | ------------------ |
| Carlos Díaz    | 1500 m      | 3:39,75 min  | 18      | 3:47,48 min | 24         | nicht qualifiziert | nicht qualifiziert |
| Victor Aravena | 5000 m      | 14:29,34 min | 36      |             |            | nicht qualifiziert | nicht qualifiziert |
| Yerko Araya    | 20 km Gehen |              |         |             |            | 1:29:12 h          | 49                 |

### Frauen

#### Laufdisziplinen
| Athletin        | Disziplin | Vorlauf | Vorlauf | Halbfinale         | Halbfinale         | Finale             | Finale             |
| Athletin        | Disziplin | Zeit    | Platz   | Zeit               | Platz              | Zeit               | Platz              |
| --------------- | --------- | ------- | ------- | ------------------ | ------------------ | ------------------ | ------------------ |
| Isidora Jiménez | 100 m     | 11,47 s | 33      | nicht qualifiziert | nicht qualifiziert | nicht qualifiziert | nicht qualifiziert |
| Isidora Jiménez | 200 m     | 23,22 s | 28      | nicht qualifiziert | nicht qualifiziert | nicht qualifiziert | nicht qualifiziert |

#### Sprung/Wurf
| Athletin       | Disziplin   | Qualifikation | Qualifikation | Finale             | Finale             |
| Athletin       | Disziplin   | Weite/Höhe    | Platz         | Weite/Höhe         | Platz              |
| -------------- | ----------- | ------------- | ------------- | ------------------ | ------------------ |
| Natalia Ducó   | Kugelstoßen | 18,29 m       | 8             | 17,98 m            | 9                  |
| Karen Gallardo | Diskuswurf  | 58,32 m       | 22            | nicht qualifiziert | nicht qualifiziert |